# Jan Peka
Jan Peka, češki hokejist, * 27. julij 1894, Rataje nad Sázavou, Češka, † 21. januar 1985, Praga.
Peka je za češko (bohemsko) reprezentanco je nastopil na enem evropskem prvenstvu, na katerem je dosegel srebrno medaljo, za češkoslovaško reprezentanco pa na treh olimpijskih igrah, kjer je bil dobitnik ene bronaste medalje, enem svetovnem prvenstvu, kjer je bil dobitnik bronaste medalje, in štirih evropskih prvenstvih, kjer je bil dobitnik dveh zlatih in ene srebrne medalje. Za češkoslovaško reprezentanco je nastopil na 76-ih tekmah.